# 科科勒什蒂米斯利鄉
45°5′N 25°56′E / 45.083°N 25.933°E
科科勒什蒂米斯利鄉（羅馬尼亞語：Comuna Cocorăștii Mislii, Prahova），是羅馬尼亞的鄉份，位於該國中南部，由普拉霍瓦縣負責管轄，面積34平方公里，海拔高度280米，2007年人口3,457，人口密度每平方公里101人。